# Famille Petky
Petky de Derzs et királyhalmi (en hongrois : derzsi és királyhalmi Petky) est le patronyme d'une ancienne famille de la noblesse hongroise.

## Origines
La famille Petky est originaire de Transylvanie et remonte à Domonkos, cité au XVIe siècle. Son fils György est mentionné dans un recensement avec le nom de son fief de Derzs. La branche de György s'éteint au bout de quelques générations. C'est celle de son frère cadet János qui poursuit la lignée. De cette branche venaient Farkas, Ban de Lugosi et Karanese et capitaine du château de Fogaras, à qui on avait déjà donné la préface de Királyhalom. 

## Membres notables
- Farkas Petky (décédé vers 1608), ban (gouverneur) de Lugos et Karánsebes, capitaine du château de Fogoras. Seigneur de Királyhalom, il ajoute le nom de cette terre à son nom.
- István Petky  († 1667), főispán de Küküllő. Fils du précédent. Son petit-fils Dávid  († 1747) est titré comte en 1690. Avec le décès en 1817 du comte János Petky, arrière petit-fils du précédent, s'éteint la famille Petky.

## Liens, sources
- Généralogie
- Iván Nagy : Magyarország családai, Pest